# El rey que rabió
El rey que rabió es una zarzuela en tres actos, divididos en siete cuadros, con letra del dramaturgo, periodista y humorista Miguel Ramos Carrión y el poeta, comediógrafo y humorista Vital Aza y con música compuesta por Ruperto Chapí, que se estrenó en el Teatro de la Zarzuela de Madrid el 20 de abril de 1891. 
El título proviene de una expresión proverbial, acordarse del rey que rabió por gachas (o sopas), haciendo referencia a un personaje símbolo de una remota antigüedad.

## Comentario
Se trata de una zarzuela cómica, en la cual Ruperto Chapí desplegó todos sus conocimientos, creando una música en la que combina sabiamente momentos cómicos, como momentos de gran lirismo, demostrando una vez más su gran maestría, acercándose así más al modelo de la opereta, o la ópera cómica. Además. el compositor fue también el director de la orquesta durante el estreno.   

El libreto, debido a la mano de Miguel Ramos Carrión, es una aguda sátira política, ambientada en un país imaginario que alude indirectamente a España. Se piensa que la obra puede enmarcarse en el siglo XVIII o la propia época de estreno de la obra. Tanto el Rey como sus consejeros carecen de nombre propio. Además, en la historia se dan cita a una serie de mitos, tópicos y modelos culturales que sirven de crítica al estatus social de la época. Así lo expone Luis López Morillo:
"[Esta zarzuela es] un holograma del trasunto social y político de la España de la ‘Restauración’ y de algunos de sus protagonistas".
De este modo, la obra establece paralelismos con los personajes políticos de la época: el Rey y Alfonso XII, el gobernador y Antonio Cánovas del Castillo, el general y Arsensio Martínez Campos... Ello siempre se hacía con un disfraz histórico para sortear la censura. 
Para el montaje se hicieron siete decoraciones nuevas realizadas por Luis Muriel y Amalio Fernández. Por su parte, el vestuario estuvo compuesto por trescientos trajes. 

A pesar de que el estreno estuvo salpicado por la polémica (El Semanario Madrid cómico acusó a los libretistas de plagiar el tema de Un roi en vacances), este estreno supuso un gran éxito, convirtiéndose en el más importante del año. No obstante, también existió una crítica positiva, como por ejemplo la de Arimón:
"[Es] una comedia grotesca y algo apayasada, si se quiere, pero muy divertida, y tratada con todo el arte que cabe dentro del género especial al que pertenece. Envuelve un sentido satírico de primer orden, viéndose de un modo harto claro que sus autores no la han escrito a humo de pajas y sí con una intención digna de toda alabanza".
La música fue también alabada por Arimón:
"La música se adapta perfectamente a las condiciones del poema y toda ella es hermosa e inspirada. Todos los números gustaron de una manera extraordinaria, especialmente el cuarteto de la dimisión, la escena de la risa, el aria de la aldeana, el coro de segadores y el preludio del segundo acto, que fueron repetidos tras las correspondientes tempestades de aplausos. Brillan estas piezas por la novedad y la riqueza de sus fáciles melodías y por las filigranas de su rica y vigorosa instrumentación". 
Pero también por otros críticos:
"Tiene agilidad, destreza, ingenio, viveza, ductilidad, elegancia, grados medios de la fuerza activa" 

## Argumento
La acción transcurre en un país imaginario, alusivo a España, en un tiempo indeterminado.

### Acto primero

#### Cuadro primero
En una sala del palacio real, los cortesanos preparan un recibimiento al Rey, el cual vuelve de un viaje por sus provincias. Tras su llegada queda un momento a solas y comenta con sus consejeros las excelencias del viaje, viendo que su país es próspero y feliz, pero demuestra su aburrimiento y propone hacer un viaje de incógnito, para poder divertirse. 
Los consejeros sienten pánico con esta idea, pues si hace ese viaje, descubrirá que todo lo visto es una farsa, la gestión del país está mal, la marina y el ejército están a punto de rebelarse, los impuestos son altos y los campesinos claman por una revolución. Entonces traman un plan, uno de los consejeros acompañará al rey, mientras que otro tomará la delantera e irá repartiendo dinero por los pueblos por donde pasen, para que siempre estén en fiestas. Al fin el rey, vestido de pastor, parte con el general.

#### Cuadro segundo
En la plaza de un pueblo, los campesinos se rebelan y claman al alcalde que hable con el gobernador, ya que no pueden pagar la contribución y los impuestos no paran de subir; el Alcalde trata de calmar al pueblo y promete que hablará con el gobernador. Un embozado llega y entra en el ayuntamiento dispuesto a hablar con el alcalde. 
Llegan al pueblo el Rey y el General, y paran en la posada, allí les atiende Jeremías, sobrino del alcalde y primo de Rosa, sobrina también del alcalde, de la cual está enamorado Jeremías sin que ella le corresponda. Al momento, entra Rosa y el Rey queda prendado de su belleza, entablándose entre ellos una animada conversación, provocando los celos de Jeremías. 
El Alcalde sale del ayuntamiento proclamando una fiesta y acompañado de todos los aldeanos, preparan un gran baile. El baile se ve interrumpido al llegar las tropas buscando reclutas para el regimiento. Se llevan a Jeremías, al Rey y al General, quedando Rosa preocupada por el Rey.

### Acto segundo

#### Cuadro tercero
En el patio de un castillo, el Rey y el General hacen la instrucción con los demás reclutas. El rey está encantado con su situación, mientras que el General no para de quejarse. Llega el Alcalde con Rosa, para ver a Jeremías, pero no es más que un pretexto que ha hecho Rosa para poder volver a ver al Rey. Se encuentran los dos a solas y se fugan del castillo. Ante esto, cunde la alarma, pues un embozado informa sobre la auténtica identidad del recluta, de que se trata del Rey.

#### Cuadro cuarto
En el patio de una casa de labranza, Juan y María, los amos, preparan la estancia para los campesinos que han contratado para la siega y recogida de la cosecha. 
Llega un animado grupo de segadores, entre los que se encuentran el Rey y Rosa, haciéndose pasar por segadores. Tras la cena, los labriegos acomodan a las mujeres en la cocina y a los hombres en el pajar que hay encima de la casa, y sueltan al perro. Entra gritando Jeremías, el cual se ha escapado también para seguir a su prima, tiene los pantalones rotos, puesto que el perro lo ha atacado. 
Ocultan a Jeremías dentro de la casa. Al momento llega la tropa buscando al rey. Los labriegos lo confunden con Jeremías, comentando que este ha sido atacado por el perro al intentar esconderse. Temiendo que haya cogido la rabia, se llevan a Jeremías, al Labrador y al perro. Rosa y el Rey se enteran de lo sucedido, estallando Rosa en llanto.

### Acto tercero

#### Cuadro quinto
En el jardín del palacio real, los pajes comentan la llegada del gobernador, con el general, el perro y el labriego, y preguntándose donde está el rey. Los ministros comentan sobre el estado de salud del rey y sobre el ataque del perro, avisando a los más eminentes doctores para que realicen su diagnóstico. Rosa y María llegan en busca del labriego y para saber de nuevas noticias.

#### Cuadro sexto
En una antecámara del palacio, el rey llama a uno de sus pajes, ordenando que traigan a Rosa y a Jeremías. Ambos se reconocen y comentan las peripecias del viaje y los acontecimientos. Se presenta el Rey con sus ropas de gala, Rosa queda impresionada al reconocer en él al pastor, sintiéndose engañada. El rey le pide disculpas y le demuestra su verdadero amor ante el estupor de Jeremías. Llegan sus consejeros, con el Capitán, al cual agradece por el transporte, y como recompensa decide ascenderlo, para que no descubra nada sobre la confusión entre Jeremías y él.

#### Cuadro séptimo
En el salón del trono, aparecen las embajadas, ofreciendo los retratos de las candidatas a esposas para el rey, pero el Rey los rechaza y presenta a Rosa como su futura prometida. Los consejeros tratan de oponerse, pero el Rey sale diciendo que o acatan o los destituye, estos no se pueden negar y aceptan. En cuanto a Jeremías lo asciende y le propone un puesto lejano, en el cual podrá lamentarse de haber perdido a su prima. Acaban todos entonando una salve al Rey.

## Género
Según Antonio Peña y Goñi, el libreto de la obra está inspirado en la opereta francesa:
"El Rey que rabió es un término medio entre La tempestad y La bruja y las zarzuelitas de Chapí. Y lo es porque el libreto de Ramos Carrión y Vital Aza es un puente entre la zarzuela y la opereta bufa, algo parecido -salvo el descoco de la forma- a lo que Meilhac y Halévy hacían para Offenbach […] Obra de un Offenbach español -y conste que ante el creador del género bufo hay que quitarse el sombrero-El Rey que rabió, de Chapí, es una preciosa ilustración musical del libreto de Vital Aza y de Ramos Carrión".
No obstante, este título también se ha comparado con la opereta austriaca: hija de la versión francesa del género. Ello se debe a que, tal y como resalta Iberni, se siguen los modelos de Franz von Suppé y Johann Stauss hijo, además de la prominencia de las danzas típicas de este género: polcas, valses, minuetos... 
A pesar de todo, muchas tesis se decantan por la opereta francesa. Ello es debido a su componente de sátira social y política y a la influencia de Chapí durante la etapa de sus estudios en España y París. Además, la opereta vienesa no se extenderá por Europa hasta principios del siglo XX con las obras de Franz Lehár, Leo Fall, la familia Strauss... En España esto ocurrirá de la mano de compositores como Pablo Luna, Amadeo Vives y Tomás Bretón.
En síntesis se puede decir que tanto en la música como en el libreto, se incorporan al mundo lírico de nuestro país recursos y lenguajes de la opereta centroeuropea. Al mismo tiempo se mantiene una fuerte idiosincrasia española en los chistes, en el reflejo de las costumbres y en las situaciones cómicas, aunque, en la mayoría de la partitura, Chapí permanece alejado de modismos populares hispanizantes tanto desde el punto de vista melódico como rítmico o armónico. 

## Números musicales
| Número         | Género                        | Nombre                                     | Personaje                                                             |
| -------------- | ----------------------------- | ------------------------------------------ | --------------------------------------------------------------------- |
| ACTO I         |                               |                                            |                                                                       |
| Preludio       |                               |                                            |                                                                       |
| Cuadro Primero |                               |                                            |                                                                       |
| N.º. 1A        | Coro y Pasodoble              | Al Monarca esperaremos                     | Coro y el Intendente                                                  |
| N.º 1B         | Couplets                      | ¡Cuánto el alma se recrea!                 | El Rey, el General, el Gobernador, el Intendente, el Almirante y Coro |
| N.º 1C         | Minué                         | (Instrumental)                             |                                                                       |
| N.º. 1D        | Final de la introducción      | ¡Viva el rey!                              | El Rey, el General, el Gobernador, el Intendente, el Almirante y Coro |
| N.º. 2         | Cuarteto-Polca de la dimisión | ¡La dimisión!                              | El Gobernador, el Intendente, el Almirante y el General               |
| N.º. 3         | Idilio pastoril               | Soy un pastor sencillo                     | El Rey, el Almirante y el Intendente                                  |
| N.º. 4         | Cuarteto de la risa           | ¿Quién es?/No sé/¿Qué tal?                 | El Rey, el Almirante, el Intendente y el General                      |
| Cuadro Segundo |                               |                                            |                                                                       |
| N.º. 5         | Coro                          | Señor Alcalde                              | El Alcalde y coro                                                     |
| N.º. 5 Bis.    | Mutis                         | (Instrumental)                             |                                                                       |
| N.º. 6         | Cuarteto                      | El chorro de la fuente                     | El Rey, Rosa, el General y Jeremías                                   |
| N.º. 7         | Baile y final del primer acto | Ahí viene ya la música/¿Oís?/¡Callad!      | El Rey, Rosa, Jeremías, el General y Coro                             |
| ACTO II        |                               |                                            |                                                                       |
| Cuadro tercero |                               |                                            |                                                                       |
| N.º. 8         | Diana                         | (Instrumental)                             |                                                                       |
| N.º. 9         | Arieta de Rosa y dúo          | Mi tío se figura/Mientras con los reclutas | Rosa y el Rey                                                         |
| Cuadro cuarto  |                               |                                            |                                                                       |
| N.º. 10A       | Coro de Segadores             | Alegres segadores                          | El Rey, Rosa, María, Juan y Coro                                      |
| N.º. 10B       | Mazurca de las segadoras      | Por entre las mieses                       | Rosa y Coro                                                           |
| N.º. 10Bis     | Mutis                         | (Instrumental)                             |                                                                       |
| N.º. 11        | Nocturno                      | (Instrumental)                             |                                                                       |
| N.º. 12        | Raconto de Jeremías           | ¡Por Dios! ¡Por la Virgen!                 | Jeremías                                                              |
| N.º. 13        | Quinteto                      | Buenas noches                              | El Rey, María, el General, el Gobernador y el Capitán                 |
| N.º. 14        | Final del segundo acto        | ¡Gran Dios! ¡Decid! ¿Qué es eso?           | El Rey, Rosa y María                                                  |
| ACTO III       |                               |                                            |                                                                       |
| Cuadro quinto  |                               |                                            |                                                                       |
| Introducción   |                               | (Instrumental)                             |                                                                       |
| N.º. 15        | Coro de Pajes                 | ¡Compañeros, venid!                        | Coro                                                                  |
| N.º. 15Bis     |                               | (Instrumental)                             |                                                                       |
| N.º. 16        | Coro de doctores              | Juzgando por los síntomas                  | Coro                                                                  |
| Cuadro sexto   |                               |                                            |                                                                       |
| N.º. 17        | Romanza del Rey               | ¡Intranquilo estoy!                        | El Rey                                                                |
| N.º. 18        | Terceto                       | ¡Mi amor, mi bien , mi dueño!              | El Rey, Rosa y Jeremías                                               |
| Cuadro séptimo |                               |                                            |                                                                       |
| N.º. 19A       | Escena de las embajadas       | Dios ilumine al soberano                   | El Rey, el Intendente y Coro                                          |
| N.º. 19B       | Final                         | ¡Viva el Rey!                              | Coro                                                                  |

## Personajes
- Rosa, la campesina (soprano lírica).
- Rey (mezzosoprano o tenor).
- María (soprano cómica).
- Jeremías, campesino enamorado de Rosa (tenor cómico).
- El General (bajo cómico).
- El almirante (tenor).
- El intendente (tenor).
- El gobernador (barítono-bajo).
- El capitán(tenor).
- Juan (tenor).
- El alcalde (bajo).
- Paje 1.º/bailarín.
- Lorenzo.
- Aldeano.
- Aldeana.
- Centinela/Paje 2.º
- Coro.